# Dino Valente
 (avril 2016).
Si vous disposez d'ouvrages ou d'articles de référence ou si vous connaissez des sites web de qualité traitant du thème abordé ici, merci de compléter l'article en donnant les références utiles à sa vérifiabilité et en les liant à la section « Notes et références ».
Pour les articles homonymes, voir Valente et Valenti (homonymie).
Dino Valente ou Dino Valenti, nom de scène de Chester William Powers, Jr. (7 octobre 1937 - 16 novembre 1994) est un auteur-compositeur-interprète américain.

## Biographie
Au début des années 1960, membre de la scène folk de Greenwich Village, il écrit Get Together, hymne hippie, interprété entre autres par Jefferson Airplane, The Youngbloods, et se produit régulièrement au Cafe Wha avec Fred Neil, avec qui il enregistre en 1967 et 1968. Il intègre ensuite Quicksilver Messenger Service, mais sa carrière est perturbée par ses abus de drogues. Il quitte le groupe et revient dans ses dernières années comme chanteur et guitariste. Chet Powers devient Dino Valenti en arrivant du Connecticut à Greenwich Village en 1960. On le qualifie alors de Bob Dylan underground. En 1963, il est à Los Angeles quand le mouvement folk rock se crée. Après avoir joué dans les clubs folk du sud et pris quelques inspirations, Valenti va à San Francisco où il travaille pour Autumn Records. Il y rencontre les Byrds mais n'intègre pas le groupe. Mais ensuite, en 1964, il intègre un groupe fait de John Cipollina (guitare), David Freiberg (bassiste) et Jim Murray (chant/harmonica) qui devient Quicksilver Messenger Service (QMS).
Dino Valenti est arrêté en 1966 pour possession de marijuana et d'amphétamines et condamné jusqu'à dix ans de prison. Pour son procès, il vend les droits de Get Together. Après quelques mois, en janvier 1969, il rencontre à New York Gary Duncan pour former un groupe qui deviendra les Outlaws. Mais après cet échec, il réintègre Quicksilver Messenger Service pour lequel il écrit huit des neuf chansons de l'album Just for love (1970) dont six sous le pseudonyme de Jesse Oris Farrow pour des raisons contractuelles. Il reste dans le groupe, dont il est le compositeur jusqu'en 1979.
Au cours des années 1980, Dino Valente continue de composer mais se produit plus rarement, revenant à un style folk-rock plus simple et plus facile à produire. Il connait des problèmes de santé et une malformation artério-veineuse est diagnostiquée, provocant de brèves pertes de mémoire et l'obligeant à suivre un traitement permanent.
Il meurt subitement dans sa maison à Santa Rosa (Californie) le 16 novembre 1994.